# Portal de San Roque (Mahón)
El portal de San Roque (Portal de Sant Roc en catalán) es un portal de las murallas de la ciudad española de Mahón, en las Islas Baleares. Fue construido en 1359 y tenía la función de puerta que comunicaba la ciudad con el resto de la población. Es el único vestigio de la antigua muralla de la ciudad medieval.
Fue restaurado después del saqueo otomano de 1535. Cuando la ciudad creció, las murallas perdieron su sentido y se incorporaron viviendas anexas. Tiene una arquitectura típicamente medieval, de estilo gótico, formado por dos torres.
El portal se mantuvo como monumento histórico. Actualmente lo ocupan varias entidades ciudadanas: la Unió Excursionista Menorquina, la Unió de Consumidors y la Associació de Veïns de s'Arraval Gran.